# اسنگلپوس
اسنگلپوس (انگلیسی: Snagglepuss) نام یک شیر کوهی انسان‌واره داستانی و یکی از قهرمانانِ اصلیِ مجموعه‌های کارتونی «ماجراهای کوئیک درا مک‌گرا» و یوگی و دوستان است.
او در آغاز «اِسنگلتوث» نام داشت و یک شیرکوهی است که آرزو دارد بازیگرِ تئاتر شود. اِسنگلپوس عادت دارد که یقهٔ پیراهنش را بالا بزند، لباسِ سرآستین‌دار بپوشد و کراوات باریک شمشیری بزند.
صداپیشگیِ اسنگلپوس در نسخهٔ فارسی، توسطِ صادق ماهرو انجام شده بود.